# Fältmarskalk (Storbritannien)

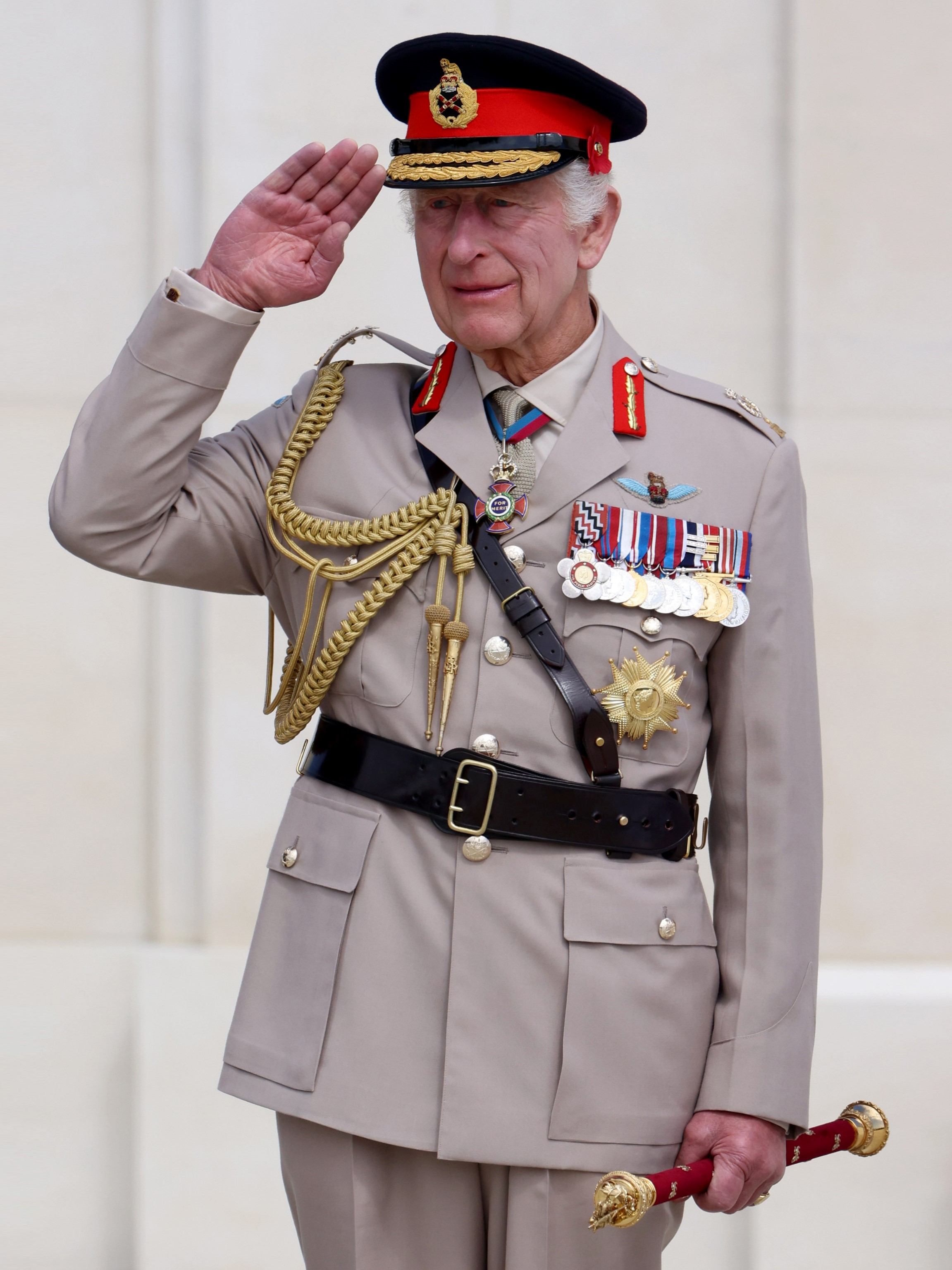
Kung Charles III gör honnör i uniform som fältmarskalk med stav under högtidlighållandet av Dagen D i Frankrike 6 juni 2024.

Axelklaff för brittisk fältmarskalk.

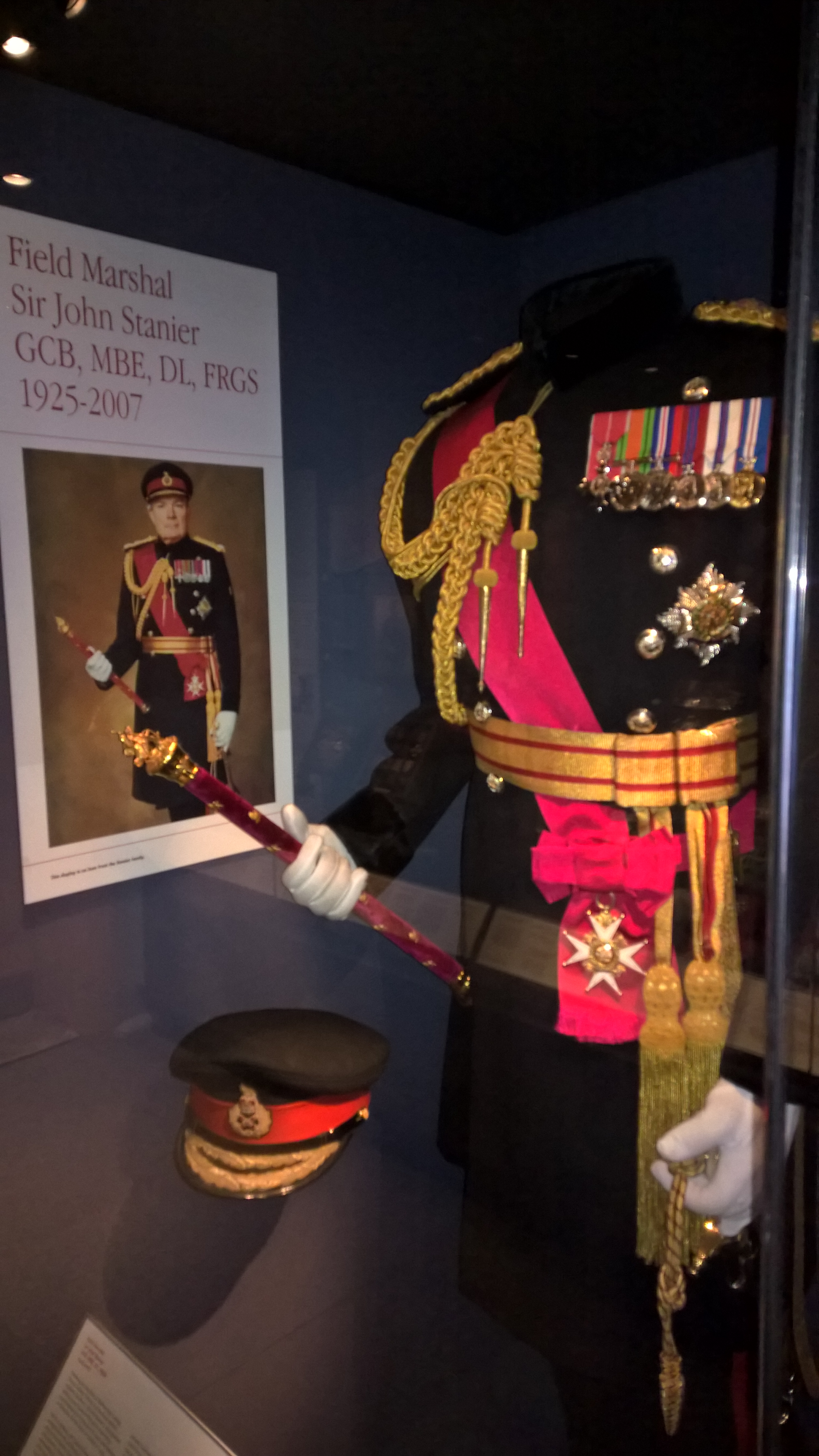

Fältmarskalk (engelska: Field Marshal) är den högsta tjänstegraden i den brittiska armén.
Sedan 1990-talet är graden att betrakta som en hedersgrad huvudsakligen förbehållen kungahuset. Arméofficerare som tjänstgör som Storbritanniens försvarschef eller arméstabschef i aktiv tjänst ges sedan dess istället den högsta generalsgraden.

## Lista
Nedan följer en lista över brittiska fältmarskalkar.
1. George Hamilton, 1:e earl av Orkney (1736)
2. John Campbell, 2:e hertig av Argyll (1736)
3. Richard Boyle, 2:e viscount Shannon (1739)
4. François de La Rochefoucauld, Marquis de Montandré (1739)
5. John Dalrymple, 2:e earl av Stair (1742)
6. Richard Temple, 1:e viscount Cobham (1742)
7. George Wade (1743)
8. Robert Rich, 4:e baronet Rich (1757)
9. Richard Molesworth, 3:e viscount Molesworth (1757)
10. John Ligonier, 1:e earl Ligonier (1757)
11. James O'Hara, 2:e Baron Tyrawley and Kilmaine (1763)
12. Henry Seymour Conway (1793)
13. HKH Prins Vilhelm Henrik, hertig av Gloucester och Edinburgh (1793)
14. sir George Howard (1793)
15. HKH Prins Fredrik, hertig av York och Albany (1795)
16. John Campbell, 5:e hertig av Argyll (1796)
17. Jeffrey Amherst, 1:e Baron Amherst of Montreal (1796)
18. John Griffin Griffin, 4:e baron Howard de Walden (1796)
19. Studholme Hodgson (1796)
20. George Townshend, 1:e markis Townshend (1796)
21. Lord Frederick Cavendish (1796)
22. Charles Lennox, 3:e hertig av Richmond och Lennox (1796)
23. HKH Prins Edward August, hertig av Kent (1805)
24. Arthur Wellesley, 1:e hertig av Wellington (1813)
25. Ernst August I av Hannover (1813)
26. HKH Prins Adolf Fredrik, hertig av Cambridge (1813)
27. HKH Prins Vilhelm Fredrik, hertig av Gloucester och Edinburgh (1816)
28. H.M. Belgiernas kung, Leopold I (1816)
29. Charles Moore, 1:e markis av Drogheda (1821)
30. William Harcourt, 3:e earl Harcourt (1821)
31. Sir Alured Clarke (1830)
32. Sir Samuel Hulse (1830)
33. HKH Prins Albert av Sachsen-Coburg-Gotha (1840)
34. H.M. Kung Vilhelm II av Nederländerna (1845)
35. Sir George Nugent (1846)
36. Thomas Grosvenor (1846)
37. Henry William Paget, 1:e markis av Anglesey (1846)
38. Fitzroy James Henry Somerset, 1:e Baron Raglan (1854)
39. Stapleton Cotton, 1:e viscount Combermere (1855)
40. John Byng, 7:e Earl av Strafford (1855)
41. Henry Hardinge, 1:e Viscount Hardinge av Lahore (1855)
42. John Colborne, 1:e Baron Seaton (1860)
43. Sir Edward Blakeney (1862)
44. Hugh Gough, 1:e viscount Gough av Goojerat (1862)
45. HKH Prins George, hertig av Cambridge (1862)
46. Colin Campbell, 1:e baron Clyde (1862)
47. Sir Alexander George Woodford (1868)
48. Sir William Maynard Gomm (1868)
49. Sir Hew Dalrymple Ross (1868)
50. Sir John Fox Burgoyne (1868)
51. Sir George Pollock (1870)
52. Sir John Foster Fitzgerald (1875)
53. George Hay, 8:e markis av Tweeddale (1875)
54. H.M. Kung Edward VII av Storbritannien (1875)
55. Sir William Rowan (1877)
56. Charles Yorke (1877)
57. Sir Hugh Henry Rose, 1:e baron Strathnairn (1877)
58. Robert Cornelius Napier, 1:e Baron Napier av Magdala (1883)
59. Sir Patrick Grant (1883)
60. Sir John Michel (1886)
61. Sir Richard James Dacres (1886)
62. Lord William Paulet (1886)
63. George Charles Bingham, 3:e Earl av Lucan (1887)
64. Sir John Lintorn Arabin Simmons (1890)
65. Sir Frederick Paul Haines (1890)
66. Sir Donald Martin Stewart (1894)
67. Garnet Joseph Wolseley, 1:e Viscount Wolseley av Kairo (1894)
68. Frederick Sleigh Roberts, 1:e earl Roberts av Kandahar (1895)
69. Prins Edward av Sachsen-Weimar (1897)
70. Sir Neville Bowles Chamberlain (1900)
71. H.M. Kejsar Vilhelm II av Tyskland (1901)
72. Sir Henry Wylie Norman (1902)
73. HKH Prins Arthur, hertig av Connaught och Strathearn (1902)
74. Sir Henry Evelyn Wood (1903)
75. Sir George Stewart White (1903)
76. H.M. Kejsar Frans Josef av Österrike-Ungern (1903)
77. Francis Wallace Grenfell, 1:e Baron Grenfell (1908)
78. Sir Charles Henry Brownlow (1908)
79. Horatio Herbert Kitchener, 1:e Earl Kitchener av Khartoum (1909)
80. H.M. Kung Georg V av Storbritannien (1910)
81. Paul Stafford Methuen, 3:e Baron Methuen (1911)
82. William Gustavus Nicholson, 1:e Baron Nicholson (1911)
83. John Denton Pinkstone French, 1:e Earl av Ypres (1913)
84. H.M. Kejsar Nikolaus II av Ryssland (1916)
85. Douglas Haig, 1:e Earl Haig (1917)
86. Sir Charles Comyn Egerton (1917)
87. Yoshihito (1918)
88. Ferdinand Foch (1919)
89. Herbert Charles Onslow Plumer, 1:e Viscount Plumer av Messina (1919)
90. Edmund Henry Hynman Allenby, 1:e Viscount Allenby (1919)
91. Sir Henry Hughes Wilson (1919)
92. Sir William Robert Robertson (1920)
93. Sir Arthur Arnold Barret (1921)
94. Albert I av Belgien (1921)
95. William Riddell Birdwood, 1:e Baron Birdwood (1925)
96. Sir Claude William Jacob (1926)
97. George Francis Milne (1928)
98. H.M. Kung Alfonso XIII av Spanien (1928)
99. H.M. Kejsar Hirohito av Japan (1930)
100. Julian Hedworth Byng, 1:e Viscount Byng av Vimy (1932)
101. Frederick Rudolph Lambart, 10:e Earl av Cavan (1932)
102. Philip Walhouse Chetwode, 1:e Baron Chetwode (1933)
103. Sir Archibald Armar Montgomery-Massingberd (1935)
104. H.M. Kung Edward VIII av Storbritannien (1936)
105. sir Cyril John Deverell (1936)
106. H.M. Kung Georg VI av Storbritannien (1936)
107. William Edmund Ironside, 1:e Baron Ironside (1940)
108. Jan Christiaan Smuts (1941)
109. sir John Greer Dill (1941)
110. John Vereker, lord Gort, 6:e Viscount Gort (1943)
111. Archibald Percival Wavell, 1:e Earl Wavell (1943)
112. Alan Brooke, 1:e Viscount Alanbrooke (1944)
113. Harold Alexander, 1:e Earl Alexander av Tunis (1944)
114. Bernard Montgomery (1944)
115. Henry Maitland Wilson, 1:e Baron Wilson av Libyen (1944)
116. Claude Auchinleck (1946)
117. William Joseph Slim, 1:e Viscount Slim av Yarralumla (1949)
118. HKH Prins Philip, hertig av Edinburgh (1953)
119. Allan Francis John Harding, 1:e Baron Harding av Petherton (1953)
120. HKH Prins Henry, hertig av Gloucester (1955)
121. sir Gerald Francis Templer (1956)
122. sir Francis Wogan Festing (1960)
123. H.M. Kung Mahendra av Nepal (1960)
124. H.M. Kejsar Haile Selassie av Etiopien (1965)
125. sir Richard Amyatt Hull (1965)
126. sir Charles Archibald James Halkett Cassels (1968)
127. sir Geoffrey Harding Baker (1971)
128. Richard Michael Power Carver, Baron Carver av Shackleford (1973)
129. sir Roland Christopher Gibbs (1979)
130. H.M. Kung Birendra av Nepal (1980)
131. Edwin Noel Westby Bramall, Baron Bramall (1982)
132. sir John Wilfrid Stanier (1985)
133. sir Nigel Thomas Bagnall (1988)
134. Richard Frederick Vincent, Baron Vincent av Coleshill (1991)
135. sir John Lyon Chapple (1992)
136. HKH Prins Edward, hertig av Kent (1993)
137. Peter Anthony Inge, Baron Inge (1994)
138. HKH Prins Charles, prins av Wales (2012)[1]